# Антропоморфизъм
Антропоморфизъм (от старогръцки ανθρωπος, антропос – „човек“; и μορφη, морфе – „форма“) е приписване на човешка форма и други човешки характеристики на животни, неодушевени предмети, природни феномени и стихии, концепции или митологични същества. Терминът антропоморфизъм датира от средата на 18 век.
Характерно за голяма част от религиите по света е изобразяването на божествата в антропоморфен вид – с външност, мисли, чувства, желания и отношения, подобни на човешките. Такива примери може да се намерят в древногръцката и римската митология. В тотемистичните религии божествата най-често са зооморфни.